# 론 시몬스
론 시몬스(Ron Simmons, 1958년 5월 15일 ~ )는 본명은 로널드 시몬스(Ronald Simmons)다. 미국의 남자 전 프로레슬링선수다. 대학시절과 청년시절에 풋볼을 했던 그는 1986년 프로레슬링 입문했고 프로레슬링선수로 전향해 WCW에서 데뷔했다. WCW에서 그는 1992년 8월 2일 빅 벤 베이더를 물리치고 WCW 월드 헤비웨이트 챔피언에 등극했다. 1994년까지 WCW에 활동다가 1995년 ECW에서 잠시 활동하고 1996년에서 WWE로 이적하였다. WWE로 이적이후 파룩(Faarooq)이란 이름으로 활동하여 흑인집단 스테이블 네이션 오브 도미네이션의 리더로 결성하기도 했다. 에디튜드 시절인 1998년 그는 존 레이필드와 함께 애콜라이츠를 결성해 태그팀 챔피언에 수차례 등극했다. 2002년 해체 이후 당분간 나오지 않고 있다가 2003년 재결성하였다. 2010년에 은퇴를 선언하였다. 그의 유행어는 "DAMN!/댐!/젠장!"으로 유명하기도 했다. 그래서 은퇴 이후 WWE에서 가끔 등장하면서 "댐!/DAMN!"으로 유명세를 타고있다. 2012년 2월 WWE의 WWE 명예의 전당에 헌액되었다. 키는 187cm(6 ft 2 in)에다가 몸무게는 128kg(282 lb)이다. 피니쉬는 도미네이터(인버티드 프론트 파워슬램), 세미놀 슬램(스피닝 사이드 슬램), 스냅 파워슬램, 스탠딩 스파인버스터로 사용을 한다.

## Professional wrestling highlights
- Finishing moves
  - Dominator (Inverted front powerslam)
  - Seminole Slam (Spinning side slam) - WCW
  - Snap powerslam - WCW; used as a signature move
  - Standing spinebuster
- Signature moves
  - Belly to back suplex
  - Body slam
  - Football tackle
  - Jumping shoulder block
  - Multiple lariat variations
    - Legping
    - Multiple
    - Running
    - Short-arm
    - Spinning

  - Running back elbow smash
  - Spinning enzuigiri
  - Standing powerbomb
- Managers
  - Clarence Mason
  - Dusty Rhodes
  - The Iron Sheik
  - The Jackyl
  - Jacqueline
  - Kat
  - Sunny
  - Theodore Long
  - Woman
- Nicknames
  - "All American"
  - "Powerhouse"
- Entrance theme
  - "Don't Step to Ron" by S Tatum, J Papa, M Williams and M Seitzz (WCW)
  - "Gladiator" by Jim Johnston (WWF; 1996)
  - "We Are the Nation (Rap Version)" by Jim Johnston & PG-13 (WWF; used as a member of the Nation of Domination, November 1996)
  - "We Are the Nation 97" by Jim Johnston (WWF; used as a member of The Nation of Domination)
  - "By All Means Necessary" by Jim Johnston (WWF; 1998)
  - "Protection" by Jim Johnston (WWF/WWE used as a member of the APA)
  - "Protection (Damn Intro)" by Jim Johnston (WWE; 2006-present)

## 수상
- NWA 플로리다 헤비웨이트 챔피언 (1회)
- MCW 서든 태그팀 챔피언 (1회) - 브래드쇼
- OVW 서든 태그팀 챔피언 (1회) - 브래드쇼
- PWI 모스트 인스퍼레이셔널 레슬러 오브 더 이열 (1992)
- 랭크드 #20 오브 더 탑 500 싱글즈 레슬링 인 더 PWI 500 인 1992
- 랭크드 #108 오브 더 탑 500 싱글즈 레슬링 인 더 오브 더 "PWI 이열즈" 인 2003
- 랭크드 #91 오브 더 탑 100 태그팀즈 오브 더 "PWI 이열즈" 위드 부치 리드 인 2003
- WCW 월드 헤비웨이트 챔피언 (1회)
- WCW 월드 유나이티드 스테이츠 태그팀 (1회) - 빅 조쉬
- WCW 월드 태그팀 챔피언 (1회) - 부치 리드
- NWA 월드 태그팀 챔피언 (1회) - 부치 리드
- WWE 월드 태그팀 챔피언 (구 버전) (3회) - 브래드쇼
- WWE 명예의 헌액 (2012)